# Vânt geostrofic

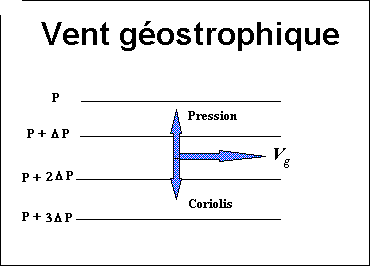
Vânt geostrofic

În domeniul științei atmosferice vântul geostrofic  este un vânt teoretic care ar rezulta dintr-un echilibru exact dintre forța Coriolis și forța orizontală de presiune. Această condiție se numește echilibru geostrofic (cunoscut și sub numele de geostrofie). Vântul geostrofic bate paralel cu izobarele (liniile de presiune constantă la o înălțime dată). Acest echilibru rareori se menține exact în natură. Vântul real diferă aproape întotdeauna de vântul geostrofic datorită altor forțe, cum ar fi frecarea la sol. Astfel, vântul real ar corespunde unui vânt geostrofic numai dacă nu ar exista frecare (de exemplu deasupra stratului limită atmosferic) și izobarele ar fi perfect drepte. În ciuda acestui fapt, mare parte din atmosfera din afara tropicelor este aproape de fluxul geostrofic în cea mai mare parte a timpului și este o primă aproximare valoroasă.